# Corrigiola drymarioides
Corrigiola drymarioides är en kransörtsväxtart som beskrevs av Baker f.. Corrigiola drymarioides ingår i släktet skoremmar, och familjen kransörtsväxter. Inga underarter finns listade i Catalogue of Life.